# Maximilian Becker
Maximilian Becker (* 1978) ist ein deutscher Rechtswissenschaftler.

## Leben
Von 1999 bis 2006 absolvierte er an der Universität Siegen den Diplomstudiengang „Deutsches und Europäisches Wirtschaftsrecht“. Von 2007 bis 2013 war er wissenschaftlicher Mitarbeiter am Lehrstuhl für Bürgerliches Recht und Wirtschaftsrecht bei Peter Krebs in Siegen. 2012 wurde er mit einer Arbeit zum Thema „Absurde Verträge“ promoviert und mit dem von der Dirlmeier-Stiftung vergebenen Förderpreis der Universität Siegen für die Förderung des wissenschaftlichen Nachwuchses ausgezeichnet.  Von 2013 bis 2019 lehrte er als Juniorprofessor (W1) für Bürgerliches Recht und Immaterialgüterrecht an der Universität Siegen. Nach der Habilitation 2019 zum Thema „Absolute Herrschaftsrechte“ (Datum des Habilitationsvortrags: 3. Juli 2019) war er von 2019 bis 2021 Inhaber des Lehrstuhls für Datenschutzrecht und IT-Recht (W3) an der Universität Hannover. Seit 2021 ist er W3-Professor für Bürgerliches Recht, Immaterialgüterrecht und Medienrecht an der Universität Siegen. 
Seine Forschungsgebiete sind Bürgerliches Recht mit Schnittstellen zum Medizinrecht, Datenrecht und Informationstechnologierecht, IT-Recht und Medienrecht sowie Wettbewerbsrecht und Rechtsmethodik.

## Schriften (Auswahl)
- Absurde Verträge. Tübingen 2013, ISBN 3-16-152314-8.
- als Herausgeber mit Peter Krebs: Lexikon des Wettbewerbsrechts – Kartellrecht und Lauterkeitsrecht. München 2015, ISBN 3-406-66461-X.
- als Herausgeber mit Louisa Specht und Anne Lauber-Rönsberg: Medienrecht im Medienumbruch, Tagungsband zur Tagung „Junge Wissenschaft – Kolloquium zum Gewerblichen Rechtsschutz, Urheber- und Medienrecht“. Baden-Baden 2016, ISBN 3-8487-3267-X.